# Ligier JS41
La Ligier JS41 fu la vettura con cui la scuderia Ligier affrontò il Campionato del Mondo di Formula 1 1995.
Un telaio della JS41 venne poi acquistato dalla Bridgestone per testare gli pneumatici dell'azienda in vista della sua entrata nel mondiale nel 1997.

## La vettura
La vettura, fin da prima dell'inizio della stagione, suscitò polemiche, in quanto appariva esteticamente simile alla Benetton B195. Il comproprietario della scuderia, Tom Walkinshaw, che aveva anche lavorato per la Benetton, si giustificò dicendo che la somiglianza era solo apparente e la sua vettura differiva dalla B195 soprattutto meccanicamente e strutturalmente.
Dal punto di vista tecnico, concluso il rapporto della Ligier con Renault (passata a fornire proprio la Benetton), la vettura montò motori Mugen-Honda.

## Piloti
| Piloti ufficiali       | Piloti ufficiali | Piloti ufficiali |
| Nazione                | Nome             | Numero           |
| ---------------------- | ---------------- | ---------------- |
| Giappone (bandiera)    | Aguri Suzuki     | 25               |
| Regno Unito (bandiera) | Martin Brundle   | 25               |
| Francia (bandiera)     | Olivier Panis    | 26               |
| Piloti di riserva      |                  |                  |
| Nazione                | Nome             | Nome             |
| Francia (bandiera)     | Franck Lagorce   | Franck Lagorce   |

## Stagione
La JS41 si rivelò abbastanza competitiva, inserendosi nella parte medio-alta del parco partenti, ma al contempo non molto affidabile, patendo ben 13 ritiri su 34 partecipazioni.

Il primo risultato utile arrivò in Spagna con il 6º posto di Panis, ma a partire dal GP del Canada iniziò una serie positiva che vide l'equipe francese andare a punti per ben sette gare consecutive, culminando in Belgio, dove Martin Brundle giunse 3°, riportando la Ligier sul podio per la prima volta dal Gran Premio di Germania 1993 e consentendole di issarsi in 4ª posizione in classifica; seguirono altri quattro GP sfortunati, ma il team riuscì poi a chiudere in bellezza la stagione grazie ad altre due prodezze di Panis, che colse un 5º posto a Suzuka, mentre nell'ultima gara dell'anno in Australia giunse addirittura 2° nonostante una perdita d'olio del motore negli ultimi giri.

La Ligier chiuse così la stagione con un ottimo quinto posto nel mondiale costruttori, con un bottimo complessivo di 24 punti e due podi conquistati.

## Risultati in Formula 1
| Anno | Team                   | Motore                | Gomme | Piloti  |     |     |    |   |     |     |   |     |     |     |   |     |     |     |     |    |     | Punti | Pos. |
| ---- | ---------------------- | --------------------- | ----- | ------- | --- | --- | -- | - | --- | --- | - | --- | --- | --- | - | --- | --- | --- | --- | -- | --- | ----- | ---- |
| 1995 | Ligier Gitanes Blondes | Mugen MF-301H 3.0 V10 | G     | Suzuki  | 8   | Rit | 11 |   |     |     |   |     | 6   |     |   |     |     |     | Rit | NP |     | 24    | 5º   |
| 1995 | Ligier Gitanes Blondes | Mugen MF-301H 3.0 V10 | G     | Brundle |     |     |    | 9 | Rit | 10* | 4 | Rit |     | Rit | 3 | Rit | 8   | 7   |     |    | Rit | 24    | 5º   |
| 1995 | Ligier Gitanes Blondes | Mugen MF-301H 3.0 V10 | G     | Panis   | Rit | 7   | 9  | 6 | Rit | 4   | 8 | 4   | Rit | 6   | 9 | Rit | Rit | Rit | 8   | 5  | 2   | 24    | 5º   |

| Legenda | 1º posto     | 2º posto | 3º posto    | A punti         | Senza punti/Non class.  | Grassetto – Pole position Corsivo – Giro più veloce |
| Legenda | Squalificato | Ritirato | Non partito | Non qualificato | Solo prove/Terzo pilota | Grassetto – Pole position Corsivo – Giro più veloce |